# The Doobie Brothers
The Doobie Brothers es una banda estadounidense de rock, formada en 1970 por Tom Johnston, John Hartman y el bajista Greg Murph, que luego fue sustituido por Dave Shogren; todos ellos de California. En el año siguiente, ya transformados en quinteto (con Trian Porter y el percusionista Mike Hossack), lanzaron su primer LP Doobie Brothers. El sonido que hacían era un estilo country rock, con algo de tendencia hacia el gospel y con la utilización de instrumentos de viento. En 1972, el LP Toulouse Street (con el single "Listen to the Music") ganó el primer disco de oro, que sería una constante en la carrera del conjunto, de ahí en adelante.
En 1974, se les unió el guitarrista Jeff Baxter y, posteriormente, el teclista Michael McDonald, este último incorporando elementos de la música soul. En 1978, ganaron cuatro premios Grammy. En el año siguiente, John Hartman, uno de los fundadores de la formación, abandona el grupo, así como el guitarrista Jeff Baxter. 
A partir del LP One Step Closer, de 1980, la formación incluiría a: Pat Simmons (guitarra y voz), Tiran Porter (bajo), Keith Knudsen (batería), Michael McDonald (teclados y voz), John McFee (guitarra y voz), Cornelius Bumpus (saxofón, órgano y voz) y Chet McCraken (batería y percusión). En 1982 fue anunciada la disolución del grupo, aunque volverían a juntarse más tarde.

## Historia

### El origen
El compositor y guitarrista Tom Johnston y el batería John Hartman formaran el núcleo de lo que se vendría a llamar The Doobie Brothers. Junto con Skip Spencer, experimentaron con diversos estilos y realizaron algunas actuaciones en San José, California. En 1970, el bajista Dave Shogren entra en el grupo; también el cantante, compositor y guitarrista Pat Simmons.

### Fase country rock
Los Doobie Brothers comienzan a actuar en el norte de California y, después de algunos conciertos, consiguieron un contrato con la Warner Brothers. El álbum de su estreno salió en 1971 y era una mezcla de folk y country. El primer sencillo fue "Nobody". El segundo álbum, Toulouse Street, en 1972, trajo su primer gran éxito "Listen to the Music". Este disco tenía un poco de R&B, bluegrass y hard rock.
En 1973, el disco The Captain and Me vuelve a tener otros grandes éxitos, como "Long Train Runnin'". La canción "Black Water", compuesta por Simmon para el disco What Were Once Vices Are Now Habits, de 1974, alcanzó el primer lugar en el Billboard. Stampede, lanzado al año siguiente, fue el último álbum de estilo country rock de los Doobie, en este período.

### Era Michael McDonald
En la gira del disco Stampede, en 1975, Johnston dejó la banda por causa de problemas de salud. Jeff "Skunk" Baxter, que entró un año antes, sugirió al teclista Michael McDonald que cambió la cara de los Doobie Brothers. En el primer disco con Michael, Takin' It to the Streets, de 1976, las canciones "Keeps You Runnin’" y "Takin' It to the Streets", compuestas por él, alcanzaron un gran éxito. Este álbum era una mezcla de soul, jazz y rock. 
Johnston salió de la banda después de la grabación del disco Livin' on the Fault Line, de 1977.
Después de casi una década en la carretera, y con siete álbumes lanzados, los Doobie Brothers alcanzaron su mayor éxito con el disco Minute by Minute, de 1978, que estuvo cinco semanas en el top de la Billboard. La canción "What A Fool Believes", compuesta por Michael McDonald y Kenny Loggins, ganó el Grammy de mejor música y grabación del año.
En 1979, Hartman fue sustituido por el batería Chet McCracken, u Baxter por el guitarrista John McFee. El álbum One Step Closer fue lanzado en 1980. En 1982, Doobie Brothers se disuelve, aunque antes lanzaron el disco en directo Farewell Tour, con la participación de Johnston.

### El Retorno
Los Doobies estuvieron parados cinco años, tocando, solamente, en momentos especiales. Knudsen y McFee formaron Southern Pacific, con el bajista Stu Cook (de la Creedence Clearwater Revival). McDonald partió para una exitosa carrera en solitario.
El retorno del grupo sucedió en 1989, con el lanzamiento del disco Cycles bajo el sello Capitol Records, teniendo una participación de McDonald en el tema "One Step Closer". Las canciones volvían a estar basadas en el country rock. El éxito de Cycles motivó el lanzamiento, en 1991, del álbum Brotherhood, también por Capitol. 
En 1995, los Doobies actuaron con McDonald y la Steve Miller Band. En el año siguiente, el álbum doble y en vivo, Rockin' Down the Highway: The Wildlife Concert, tuvo la colaboración de McDonald en tres de sus canciones; también Baxter participó durante los conciertos que originó el disco. Aún, en este mismo año, los Doobies fueron elegidos para el Salón de la Fama del Rock and Roll.
En 2000 se lanzó el álbum Sibling Rivalry, después de nueve años sin grabaciones de estudio. Este material tendría contribuciones significantes de Knudsen y McFee, con estilos de hard rock, hip-hop y jazz, aunque no tendría mucha repercusión. El último trabajo de la banda es el álbum Live at Wolf Trap de un concierto en Virginia.
En 2004 fueron incluidos en el Salón de la Fama de los Grupos Vocales.

## Integrantes

### Formación actual
- Ed Toth: Batería
- Tom Johnston: Guitarra y voz.
- John McFee: Guitarra y voz.
- Pat Simmons: Guitarra y voz.
- John Cowan: Bajo y voz
- Bill Payne: Pianos
- Marc Quiñones: Percusiones

### Músicos adicionales
- Guy Allison: Teclado y voz.
- Marc Russo: Saxofón.
- Skylark: Bajo y voz.
- Ed Toth: Batería.

### Exmiembros
- Jeff "Skunk" Baxter: Guitarra 1974-1979, 1987.
- Cornelius Bumpus: Teclado y voz 1979-1982, 1987 (como un miembro); en la giras de 1989 y 1995-1996 (como invitado).
- John Hartman: Batería y percusión 1970-1979, 1987-1992.
- Keith Knudsen: Batería y voz 1974-1982, 1987, 1993-2005.
- Bobby LaKind: Percusión y voz 1976-1978 (como invitado) y 1979-1982, 1987-1989 (como miembro).
- Chet McCracken: Batería y vibráfono 1979-1982, 1987 (como miembro); gira de 1995 (como invitado).
- Michael McDonald: Teclado y voz 1975-1982, 1987 (como miembro); gira de 1995 (como un invitado especial).
- Tiran Porter: Bajo y voz 1972-1980, 1987-1992.
- Dave Shogren: Bajo y voz 1970-1971.
- Willie Weeks: Bajo y voz 1980-1982.

### Participación de otros músicos
- Richard Bryant: Voz de apoyo.
- Norton Buffalo: Gaita.
- John Cowan: Bajo y voz.
- Jimi Fox: Percusión y voz de apoyo.
- M. B. Gordy: Batería y percusión.
- Carlos Guaico: Voz de apoyo.
- Danny Hull: Teclado, voz, gaita y saxofón.
- Wayne Jackson: Trompeta.
- Buck Johnson: Voz de apoyo.
- Andrew Love: Saxofón.
- Dale Ockerman: Teclado, voz y guitarra.
- Bill Payne: Piano, órgano y teclado.
- Tim Shafer: Teclado.

## Discografía

### Álbumes
- The Doobie Brothers. Warner (abril de 1971)
- Toulouse Street. Warner (julio de 1972) - POP #21 (RIAA: Platinum)
- The Captain And Me. Warner (marzo de 1973) - POP #7 (RIAA: 2xPlatinum)
- What Were Once Vices Are Now Habits. Warner (febrero de 1974) - POP #4; UK #19 (RIAA: 2xPlatinum; BPI: Silver)
- Stampede. Warner (mayo de 1975) - POP #4; UK #14 (RIAA: Gold; BPI: Silver)
- Takin' It To The Streets. Warner (marzo de 1976) - POP #8; UK #42 (RIAA: Platinum; BPI: Silver)
- Best Of The Doobies (recopilación). Warner (noviembre de 1976) - POP #5 (RIAA: 10xPlatinum; BPI: Silver)
- Livin' On The Fault Line. Warner (agosto de 1977) - POP #10; UK #25 (RIAA: Gold)
- Minute By Minute. Warner (diciembre de 1978) - POP #1 (RIAA: 3xPlatinum)
- One Step Closer. Warner (octubre de 1980) - POP #3; UK #53 (RIAA: Platinum)
- Best Of The Doobies, Vol. 2 (recopilación). Warner (noviembre de 1981) - POP #39 (RIAA: Gold)
- Farewell Tour (en vivo). Warner (junio de 1983) - POP #79
- Cycles. Capitol (mayo de 1989) - POP #17 (RIAA: Gold)
- Brotherhood. Capitol (abril de 1991) - POP #82
- Listen To The Music: The Very Best Of The Doobie Brothers (recopilación). Elektra (mayo de 1993) - (BPI: Gold)
- Rockin' Down The Highway: The Wildlife Concert (en vivo 2xcd). Sony (julio de 1996)
- Best Of The Doobie Brothers Live (recopilación, en vivo). Sony (Junio de 1999)
- Long Train Runnin': 1970-2000 (recopilación 4xcd). Rhino (septiembre de 1999)
- Sibling Rivalry. Rhino (octubre de 2000)
- Greatest Hits (recopilación). Rhino (septiembre de 2001) - POP #142
- Doobie's Choice (recopilación). Rhino (febrero de 2002)
- Divided Highway. Simply the Best (febrero de 2003)
- Live At Wolf Trap (en vivo). Sanctuary (julio de 2004)
- The Very Best Of The Doobie Brothers (recopilación 2xcd). Rhino/WEA (febrero de 2007)
- World Gone Crazy-HOR Records (2010)

### Sencillos
- "Listen to the Music" (1972) - POP #11; UK #29
- "Jesus Is Just Alright" (1972) - POP #35
- "Long Train Runnin' " (1973) - POP #8
- "China Grove" (1973) - POP #15
- "Another Park, Another Sunday" (1974) - POP #32
- "Eyes Of Silver" (1974) - POP #52
- "Nobody" (1974) - POP #58
- "Black Water" (1974) - POP #1
- "Take Me In Your Arms (Rock Me a Little While)" (1975) - POP #11; UK #29
- "Sweet Maxine" (1975) - POP #40
- "I Cheat The Hangman" (1976) - POP #60
- "Takin' It To The Streets" (1976) - POP #13
- "Wheels Of Fortune" (1976) - POP #87
- "It Keeps You Runnin' " (1977) - POP #37
- "Little Darling (I Need You)" (1977) - POP #48
- "Echoes Of Love" (1977) - POP #66
- "What A Fool Believes" (1979) - POP #1; UK #31
- "Minute By Minute" (1979) - POP #14; UK #47
- "Dependin' On You" (1979) - POP #25
- "Real Love" (1980) - POP #5
- "One Step Closer" (1980) - POP #24
- "Wynken, Blynken And Nod" (1981) - POP #76
- "Keep This Train A' Rollin' " (1981) - POP #62
- "Here To Love You" (1982) - POP #65
- "You Belong To Me" (1983) - POP #79
- "The Doctor" (1989) - POP #9; UK #73
- "Need A Little Taste Of Love" (1989) - POP #45
- "Long Train Runnin' (Sure Is Pure remix)" (1993) - UK #7
- "Listen To The Music (Motiv8 remix)" (1994) - UK #37